# (You Drive Me) Crazy
«(You Drive Me) Crazy» —en español: '(Me vuelves) Loca'— es una canción interpretada por la cantante estadounidense Britney Spears e incluida originalmente en su álbum debut, ...Baby One More Time (1999). Fue compuesta por Max Martin, Per Magnusson y David Kreuger, con composición adicional de Jörgen Elofsson y fue remezclada por Martin y Rami. Musicalmente, la canción presenta los géneros dance pop y teen pop y su letra se refiere a un amor irracional. En mayo de 1999, Spears grabó una remezcla llamada «The Stop! Remix», que formó parte de la banda sonora de la película Drive Me Crazy; el sello discográfico Jive Records publicó dicha remezcla el 24 de agosto de 1999 como el tercer sencillo del álbum, después de «...Baby One More Time» y «Sometimes». El sello posteriormente incluyó la remezcla en los álbumes recopilatorios de grandes éxitos Greatest Hits: My Prerogative (2004) y The Singles Collection (2009).
El video musical, basado en ideas de Spears, se rodó bajo la dirección de Nigel Dick, quien también dirigió los dos primeros videos de la cantante; se estrenó el 18 de julio de 1999 en el programa Making the Video de MTV. En él, Spears encarna a una camarera que baila junto con sus compañeras de trabajo. Los actores Melissa Joan Hart y Adrian Grenier, protagonistas de Drive Me Crazy, hicieron cameos en el video. Tras el estreno, el video se mantuvo durante setenta y tres días entre los diez primeros puestos en el conteo popular Total Request Live de MTV, donde se convirtió en el video de Spears con mayor permanencia registrada. Además, recibió la nominación a mejor coreografía en los MTV Video Music Awards 2000 y obtuvo millones de visitas en Internet.
Tras su lanzamiento, «(You Drive Me) Crazy» recibió reseñas positivas de los críticos de música y obtuvo éxito comercial. Logró convertirse en el segundo número uno de la cantante en la Región Valona de Bélgica y se situó entre los cinco primeros lugares en mercados como Alemania, Francia, Suecia y Nueva Zelanda, donde consiguió diversas certificaciones por sus ventas. En los Estados Unidos se convirtió en el segundo sencillo de Spears en figurar entre los diez primeros puestos de la lista Billboard Hot 100, donde llegó al número 10, mientras que en el Reino Unido fue su tercer tema consecutivo entre los cinco primeros lugares del conteo UK Singles Chart. Como parte de su promoción, la cantante lo presentó en los MTV Europe Music Awards 1999, en los Billboard Music Awards de aquel año y en cinco de sus giras musicales.

## Antecedentes
Los suecos Jörgen Elofsson, Per Magnusson, David Kreuger y Max Martin compusieron «(You Drive Me) Crazy», y los tres últimos fueron también sus productores. Spears grabó la canción entre marzo y abril de 1998 en los Cheiron Studios, en Estocolmo, con coros de Jeanette Söderholm, Rami, The Fanchoir y el mismo Max Martin, quien anteriormente había cocreado éxitos para artistas como Backstreet Boys y 'N Sync. Para la instrumentación, Thomas Lindberg interpretó el bajo, Esbjörn Öhrwall y Johan Carlberg tocaron las guitarras, y Kreuger y Magnusson, los teclados.
En mayo de 1999 Spears regrabó la canción en los Battery Studios, en Nueva York, para la creación de una remezcla llamada «The Stop! Remix», cuya producción estuvo a cargo de Max Martin y Rami. Jive Records facilitó la versión como tema principal de la comedia romántica Drive Me Crazy,. y el 23 de agosto del mismo año, la lanzó como el tercer sencillo de ...Baby One More Time en formato físico, incluyendo las canciones extra «Autumn Goodbye» y «I'll Never Stop Loving You» en Asia y Oceanía, respectivamente. De modo posterior, el sello incluyó la remezcla en los dos álbumes de grandes éxitos de la cantante: Greatest Hits: My Prerogative (2004) y The Singles Collection (2009).

## Composición

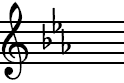
«(You Drive Me) Crazy» está compuesta en la tonalidad do menor.

«(You Drive Me) Crazy» es una canción dance pop y teen pop con influencias de R&B y el rock. Su composición sigue una fórmula simple y utiliza instrumentos sintetizados, incluyendo un cencerro, mientras que su sonido es similar al de «...Baby One More Time». Según una partitura publicada por Universal Music Publishing Group en Musicnotes.com, la canción está compuesta en la tonalidad de do menor y contiene un tempo dance moderadamente lento de 101 pulsaciones por minuto. Los especialistas en música Andy Bennet y Richard A. Peterson consideraron que la voz de Spears se procesó excesivamente, en comparación con el sencillo anterior de la cantante, «Sometimes». El registro vocal de la intérprete abarca más de una octava, desde la nota aguda sol3 hasta la nota grave re bemol mayor5, mientras que la progresión armónica presenta la secuencia do menor—la bemol mayor—sol.

## Recepción crítica
| «El tercer sencillo del álbum debut de Britney es casi tan pegadizo como el primero. Al final de la primera vez que lo escuchas, o posiblemente la segunda, estás obligado a cantar durante el estribillo alocado. [El tema] puede seguir una fórmula simple, pero de seguro es divertido». —Reseña que Bill Lamb de About.com escribió en 2009. |

En términos generales, «(You Drive Me) Crazy» contó con una buena recepción crítica. En su revisión al álbum, Kyle Anderson, de MTV, escribió: «A "...Baby One More Time" le sigue "(You Drive Me) Crazy", de sonido similar, en la que una guitarra estilizada toma el protagonismo y hasta efectúa un solo. Es bastante pegadizo», mientras que Stephen Thomas Erlewine, de Allmusic, lo seleccionó como uno de los mejores temas del álbum y señaló sobre Max Martin: «Él tiene un don para [crear] ganchos pegadizos, melodías entrañables y ritmos eurodance atractivos, todo lo cual se puede oír en su máxima expresión en los éxitos [que produjo]», tales como «...Baby One More Time» y «(You Drive Me) Crazy». La remezcla «The Stop Remix!» también contó con una buena recepción crítica. La organización Broadcast Music, Inc. le otorgó el premio a la canción más interpretada en los BMI Pop Awards de 2001. Además, D. Spence, de IGN, señaló que «la sensibilidad pop lustrosa y adulta de Martin también brilla» en la remezcla, la que Evan Sawdey, de PopMatters, y Erlewine describieron como «ligeramente tonta» y «mullido dance pop en su mejor momento», respectivamente. En 2004, Christy Lemire, de Associated Press, escribió: «[Algunos de los] trabajos más tempranos [de la carrera de Spears] fueron realmente insípidos. El excesivamente electrónico "Stronger" (2000) es [un corte] tan poco convincente sobre los sentimientos de bienestar, que podría haber sido el tema principal de una secuela de Karate Kid (1984). Lo mismo [ocurre] con "(You Drive Me) Crazy"». En mayo de 2009, Bill Lamb, de About.com, lo seleccionó como séptimo mejor sencillo de Spears, mientras que cinco meses después, Sara Anderson, de AOL Radio, lo listó como noveno mejor tema de la cantante y en 2016 Alim Kheraj de Digital Spy lo enlistó como su decimoprimer mejor sencillo.

## Video musical

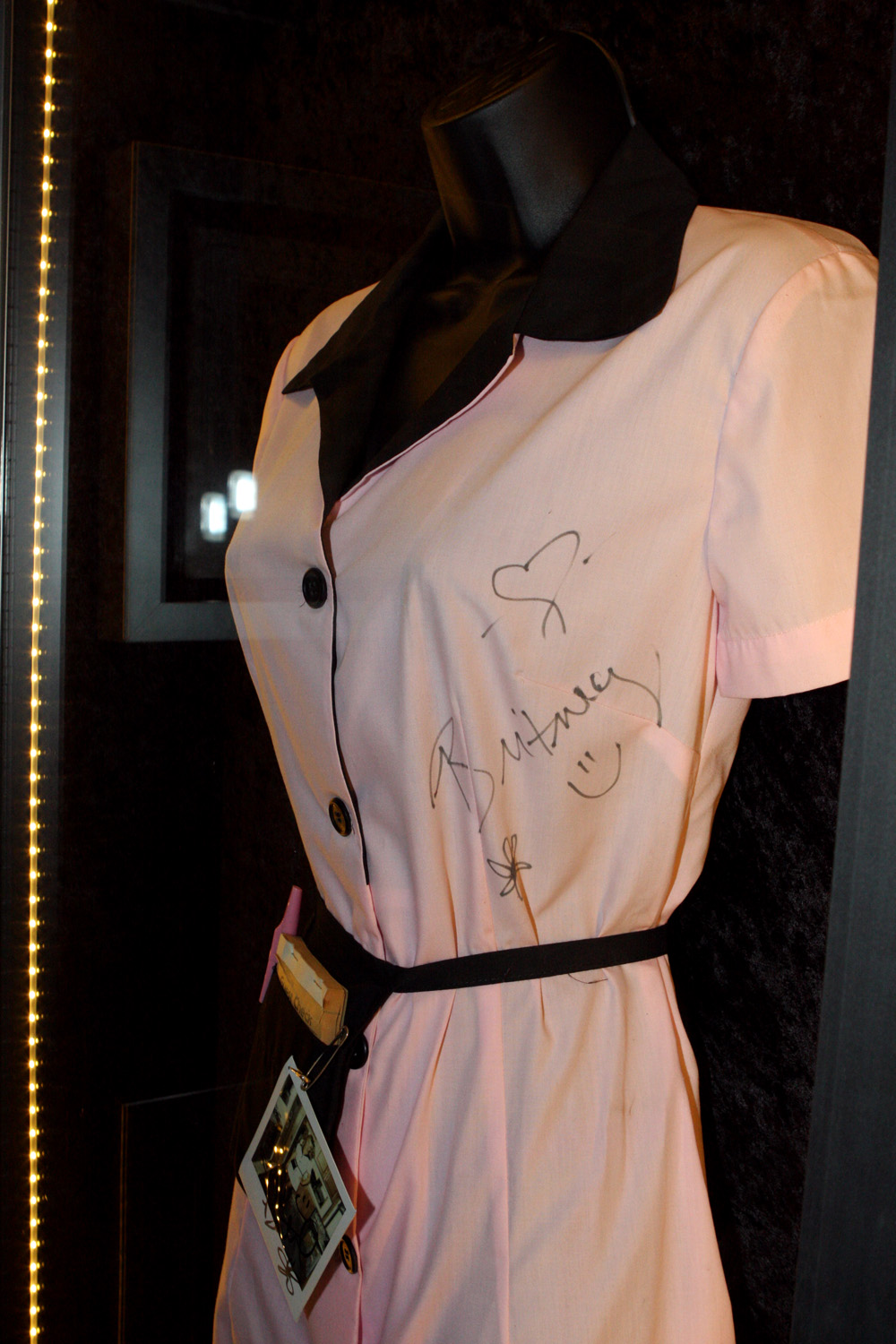
El uniforme de camarera que Spears usó en el video musical.

El video musical de «(You Drive Me) Crazy» utilizó la remezcla «The Stop Remix!». Spears lo rodó en la estación Redondo Beach Power, en California, bajo la dirección del estadounidense Nigel Dick, quien anteriormente dirigió los clips de «...Baby One More Time» (1998) y «Sometimes» (1999). La idea del argumento fue de la propia cantante, quien en 1999 explicó: «[Pensé que] sería genial estar en una discoteca, que estuviéramos [vestidas] de camareras tontas y empezáramos a bailar». En el mismo año se refirió a la calidad del número de baile, al declarar: «Sinceramente, creo que este video me llevará al siguiente nivel». Dado que el tema formó parte de la banda sonora de Drive Me Crazy, se invitó a los dos actores principales de la película, Melissa Joan Hart y Adrian Grenier, a hacer un cameo en el clip. No obstante, Grenier no quería participar. Al respecto, Dick comentó: «Me dieron instrucciones de que lo llamara y me asegurara de que apareciera en el video. Le dije: "¿Sabes qué, Adrian? Creo que sería una gran oportunidad en tu carrera. Britney es una gran chica y es divertido trabajar con ella". Finalmente, aceptó». Dick también declaró sobre la cantante: «Britney llegó al set [con todo] completamente ensayado. [...] Cada vez que he trabajado con ella, ha demostrado una ética de trabajo extraordinaria, que siempre me ha impresionado». Por otro lado, Hart declaró sobre su experiencia: «Esperaba que me enseñaran movimientos coreografiados y bailar sobre una silla o algo así, pero solo me subieron a una plataforma y me dijeron: "¿Estás lista? ¡Baila!" Yo dije: "¿Qué? ¿Sin coreografía? Quiero coreografía, quiero bailar con ustedes", pero no pude».
El video comienza cuando Spears, vestida de camarera en un comedor de estilo de los años 1960, va con sus compañeras al camerino a maquillarse y cambiarse de ropa, tras terminar con sus labores. Una vez que está ataviada con un top verde brillante y un pantalón negro, se dirige a la pista de baile con sus amigos, donde ejecuta una coreografía. El video también cuenta con escenas donde Spears canta delante de un muro que tiene plasmada la palabra «Crazy» —«Loca»—, en letras luminosas de color naranja.
El clip se estrenó el 18 de julio de 1999, en el programa Making the Video de MTV. El 24 de agosto de aquel año, debutó en el cuarto puesto en el conteo Total Request Live, donde permaneció durante setenta y tres días entre los diez primeros lugares, y registró la trayectoria más larga de un trabajo de Spears. John Boone de E! Francia lo catalogó como el décimo segundo mejor video de la cantante en 2013 y Becky Bain, de Idolator, señaló que en el video «Britney pasó de ser la sugerente colegiala [de "...Baby One More Time"] a una confiada mujer joven, sensual y dueña de su sexualidad». Posteriormente, los MTV Video Music Awards 2000 lo nominaron al premio a la mejor coreografía, galardón que, no obstante, ganó «Waiting for Tonight» de Jennifer Lopez (1999). En 2004, Jive Records incluyó una versión alternativa del clip en el primer álbum recopilatorio de Spears en formato de video, Greatest Hits: My Prerogative. En su reseña, Jennifer Vineyard, de MTV, comentó: «El audio alternativo da la sensación de que Spears canta la canción como una ronda, donde el ritmo está en sincronía, pero una de las pistas de su voz suena ligeramente por delante de la otra». El 24 de octubre de 2009, el sello lo publicó en Vevo, donde a fines de 2018 alcanzó los cien millones de reproducciones.

## Presentaciones en directo

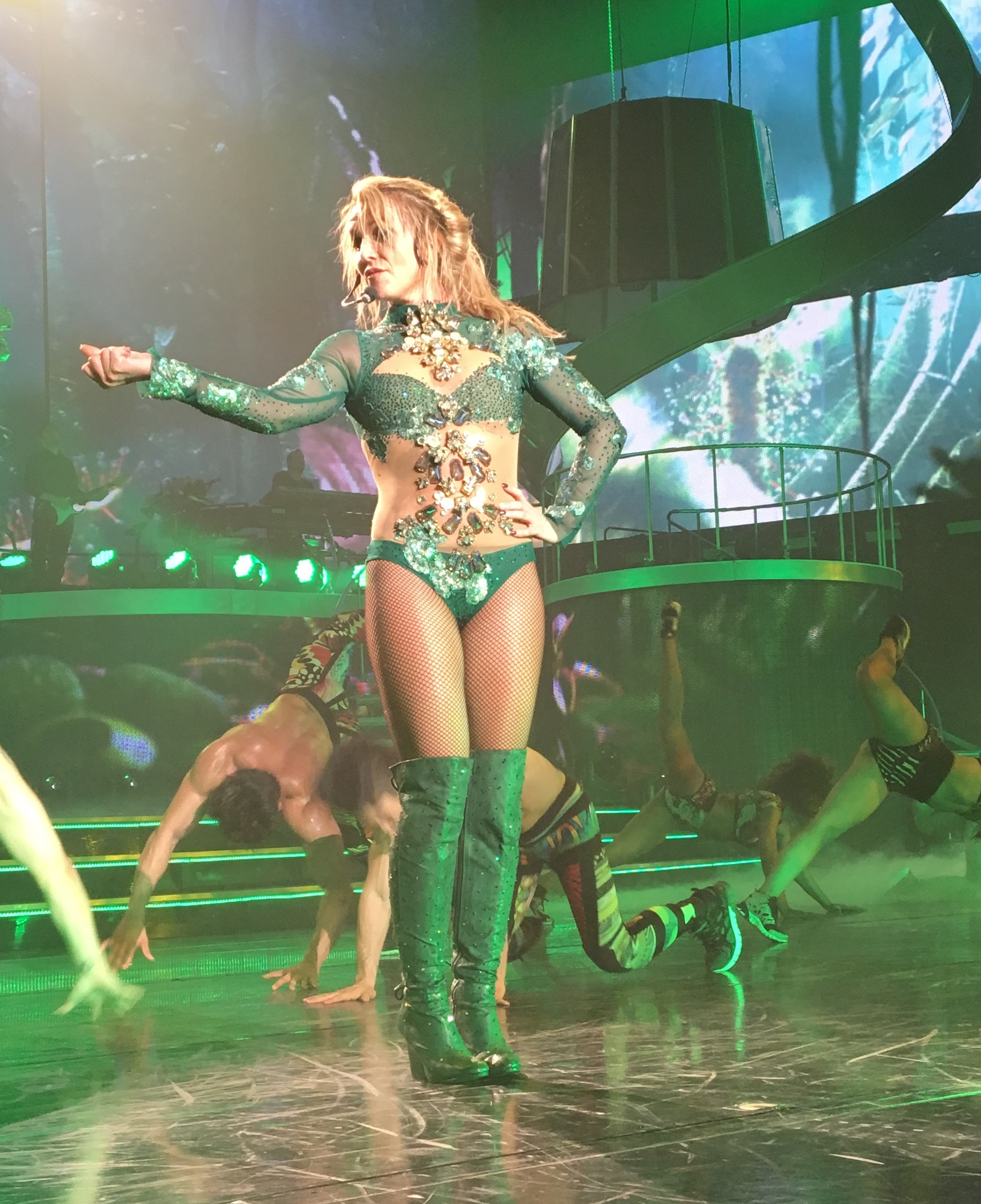
Britney Spears interpretando «(You Drive Me) Crazy» durante su residencia de conciertos Britney: Piece of Me en Las Vegas.

En 1999, Spears presentó «(You Drive Me) Crazy» en las ceremonias de los MTV Europe Music Awards y de los Billboard Music Awards; así como también en el ...Baby One More Time Tour, donde los bailarines la introducían realizando una coreografía entre efectos de humo y ella aparecía en lo alto de una escalera, vestida con un top rosa de vinilo y un pantalón blanco del mismo material con rodilleras. El sencillo también formó parte del repertorio del Crazy 2K Tour, el que tuvo lugar al año siguiente; el espectáculo comenzaba cuando los bailarines salían al escenario por unas taquillas y se sentaban al sonar una campana; en seguida, una voz empezaba a pasar lista y, cuando llamaba a Spears, ella aparecía en la parte superior de una escalera, rodeada por una nube de humo y vestida con un top y un pantalón blanco, e interpretaba una pequeña mezcla bailable de «...Baby One More Time»; a continuación entraba en una taquilla, salía por otra ubicada en el lado opuesto del escenario y cantaba «(You Drive Me) Crazy». Posteriormente presentó el tema en el Oops!... I Did It Again Tour (2000 — 2001), en una puesta en escena orientada al baile, y en el Dream Within a Dream Tour (2001 — 2002), donde los bailarines la capturaban al final de una persecución aérea, suspendidos por cables. La última presentación del sencillo tuvo lugar en The Onyx Hotel Tour (2004), donde lo remezclaron con percusiones latinas.
En 2013, la cantante incluyó a «(You Drive Me) Crazy» en el repertorio de su residencia en Las Vegas, Britney: Piece of Me, donde volvió a presentar la canción después de casi nueve años y medio desde la última vez que lo había hecho.

## Rendimiento comercial

Según la edición del 13 de noviembre de 1999 de la revista Billboard, «(You Drive Me) Crazy» se convirtió en el segundo sencillo de Spears en ubicarse entre los diez primeros lugares en la lista Billboard Hot 100, después de «...Baby One More Time», el que fue número uno durante dos semanas consecutivas, a partir de la edición del 30 de enero del mismo año.

«(You Drive Me) Crazy» registró varios logros comerciales en América del Norte: en Canadá se ubicó en el lugar número trece, de acuerdo con la edición del 30 de octubre de 1999 de Billboard, mientras que en los Estados Unidos alcanzó el décimo puesto en la lista Billboard Hot 100, donde se convirtió en el segundo sencillo de Spears en situarse entre los diez primeros lugares, según la edición del 13 de noviembre de aquel año. Esto se debió a su alto número de emisiones por radio, lo que, en la misma edición, también lo llevó a alcanzar el sexto y el cuarto lugar en las listas Radio Songs y Pop Songs, respectivamente. De acuerdo con Nielsen SoundScan, hasta agosto de 2010 vendió 116 000 copias en el país, de las cuales 28 000 eran físicas y el resto eran descargas. Además, para septiembre de 2013 era el décimo segundo sencillo más exitoso de la cantante en la Billboard Hot 100.
En Europa se convirtió en el segundo número uno de Spears en la Región Valona de Bélgica y se ubicó entre los diez primeros lugares en mercados como Alemania, Austria, Dinamarca, Finlandia, Francia, Irlanda, Italia, Noruega, los Países Bajos, Suecia, Suiza y la Región Flamenca, y entre los veinte primeros en España. Además consiguió las certificaciones de disco de platino de la IFPI y de BEA, tras vender 40 000 copias en Suecia y 30 000 en Bélgica, respectivamente, y de disco de oro de BVMI y de SNEP, luego de vender 250 000 copias tanto en Alemania como en Francia. En el Reino Unido debutó en el quinto puesto en la lista UK Singles Chart, donde se transformó en el tercer sencillo consecutivo de Spears en situarse entre los cinco primeros lugares, luego de debutar detrás de «Blue (Da Ba Dee)» de Eiffel 65, «S Club Party» de S Club 7, «Man! I Feel Like a Woman!» de Shania Twain y «Mambo No. 5» de Lou Bega, según la edición del 2 de octubre de 1999 de OCC. A fines de año se ubicó en el puesto número sesenta y ocho en la lista de los sencillos que tuvieron más éxito durante 1999, mientras que, para diciembre de 2013, era el noveno sencillo más vendido de la cantante. Luego, en 2021, consiguió la certificación de disco de oro de BPI, tras vender 400 000 copias. Su éxito a nivel continental lo llevó a ubicarse durante dos semanas consecutivas en el segundo puesto en la lista European Hot 100 a partir de la edición del 18 de diciembre de 1999, tan solo por detrás de «If I Could Turn Back the Hands of Time» de R. Kelly.
«(You Drive Me) Crazy» también registró logros en Oceanía. En Nueva Zelanda alcanzó el quinto puesto y se transformó en el tercer sencillo consecutivo de la cantante en los cinco primeros lugares, según la edición del 28 de noviembre de 1999 de RIANZ. Además consiguió la certificación de disco de oro de dicha asociación, tras vender 7500 copias en el país. En Australia se ubicó durante cuatro semanas no consecutivas en el puesto número doce: la primera, en la edición del 21 de noviembre de 1999 de ARIA Charts, y las tres siguientes, a partir de la edición del 5 de diciembre de aquel año. En el mismo periodo consiguió la certificación de disco de platino de ARIA, luego de vender 70 000 copias, y a fines de año se situó en el puesto número cuarenta y uno en la lista de los sencillos que tuvieron más éxito durante 1999 en el país.

## Versiones de otros artistas

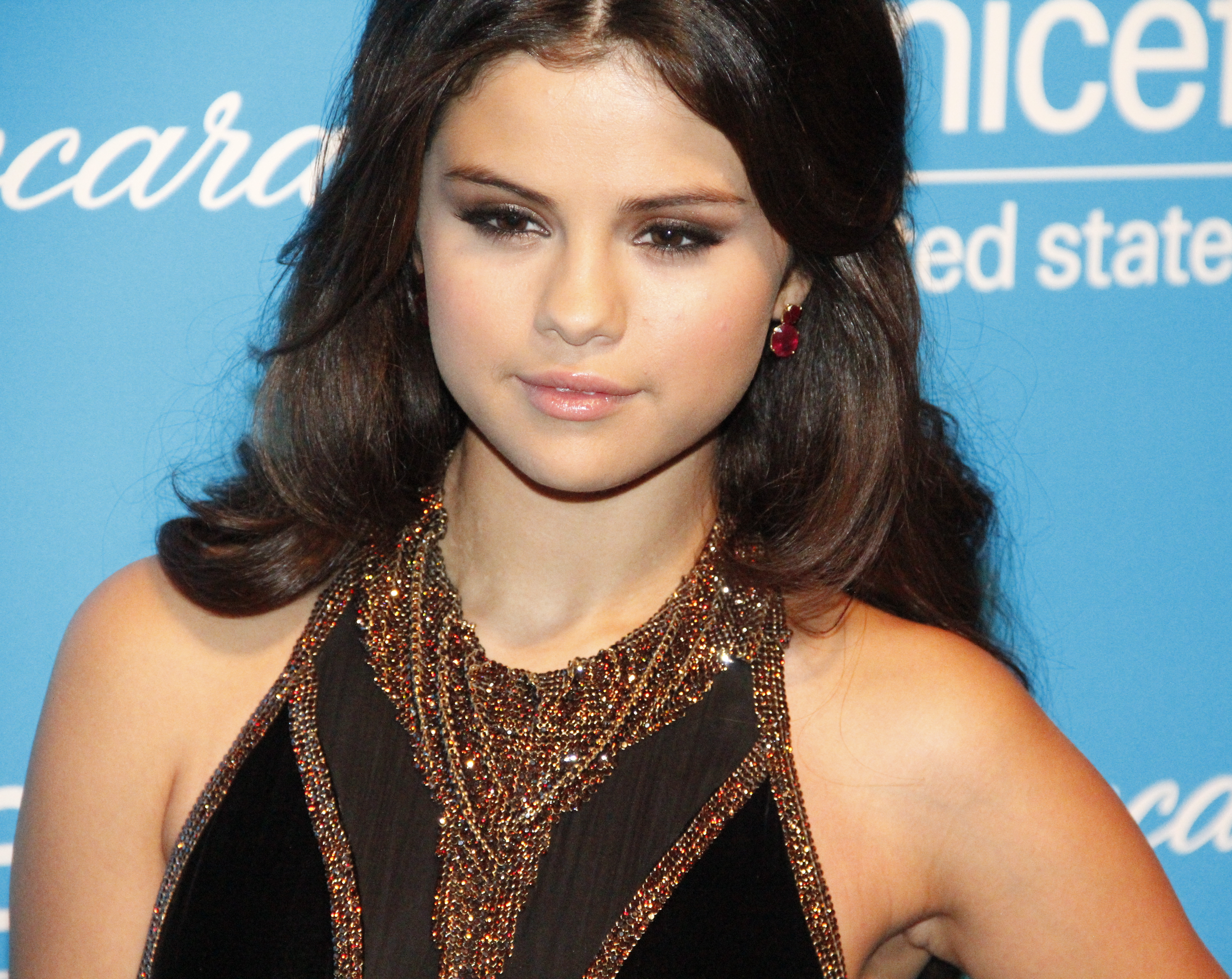
Selena Gomez, una de las artistas que versionó el tema.

En 2003 el músico Richard Cheese incluyó una versión del tema en su álbum Tuxicity, mientras que en 2011 la banda Selena Gomez & the Scene homenajeó a Spears en el We Own the Night Tour con un popurrí de «(You Drive Me) Crazy», «...Baby One More Time», «Oops!... I Did It Again», «I'm a Slave 4 U», «Toxic» y «Hold It Against Me», similar al Chris Cox Megamix. En el mismo año, los MTV Video Music Awards 2011 realizaron un tributo a Spears con un número de baile que contenía segmentos del tema y de otros sencillos de la cantante, tales como «...Baby One More Time», «Circus» y «Till the World Ends».
En 2012 los personajes de Melissa Benoist y Jacob Artist en Glee, es decir, Marley y Jake, versionaron el tema como parte de un popurrí con «Crazy» de Aerosmith (1983), en el segundo episodio tributo que la serie hizo a Spears, «Britney 2.0». Rae Votta, de Billboard, catalogó al popurrí como «un intento interesante» y Susan Brett, del sitio WhatCulture!, lo llamó «aceptable». Además, Twentieth Century Fox Film Corporation lo incluyó en el EP digital Britney 2.0, el que vendió once mil descargas durante su primera semana en los Estados Unidos, con lo que debutó número uno en la lista de bandas sonoras y número cuarenta y tres en la lista Billboard 200, según la edición del 23 de septiembre de 2012.

## Formatos
| Sencillo en CD europeo |                                          |          |  |
| N.º                    | Título                                   | Duración |  |
| 1.                     | «(You Drive Me) Crazy» (The Stop Remix!) | 3:16     |  |
| 2.                     | «(You Drive Me) Crazy» (Instrumental)    | 3:16     |  |

| Maxisencillo australiano/neozelandés |                                          |          |  |
| N.º                                  | Título                                   | Duración |  |
| 1.                                   | «(You Drive Me) Crazy» (The Stop Remix!) | 3:16     |  |
| 2.                                   | «(You Drive Me) Crazy» (Instrumental)    | 3:16     |  |
| 3.                                   | «I'll Never Stop Loving You»             | 3:41     |  |

| Maxisencillo asiático |                                             |          |  |
| N.º                   | Título                                      | Duración |  |
| 1.                    | «(You Drive Me) Crazy» (The Stop Remix!)    | 3:16     |  |
| 2.                    | «(You Drive Me) Crazy» (Spacedust Dark Dub) | 9:07     |  |
| 3.                    | «(You Drive Me) Crazy» (Spacedust Club Mix) | 7:20     |  |
| 4.                    | «Autumn Goodbye»                            | 3:43     |  |

| Doce pulgadas |                                                                        |          |  |
| N.º           | Título                                                                 | Duración |  |
| 1.            | «(You Drive Me) Crazy» (Pimp Juice's Souled Out 4 Tha Suits Vocal Mix) | 6:30     |  |
| 2.            | «(You Drive Me) Crazy» (The Stop Remix!)                               | 3:16     |  |
| 3.            | «(You Drive Me) Crazy» (Jazzy Jim's Hip-Hop Mix)                       | 3:40     |  |
| 4.            | «(You Drive Me) Crazy» (Jazzy Jim's Hip-Hop Bonus Beats)               | 3:36     |  |
| 5.            | «(You Drive Me) Crazy» (Mike Ski Horn Build)                           | 3:03     |  |
| 6.            | «(You Drive Me) Crazy» (Mike Ski Dub)                                  | 8:24     |  |
| 7.            | «(You Drive Me) Crazy» (Johnick Dub)                                   | 6:31     |  |
| 8.            | «(You Drive Me) Crazy» (Pimp Juice's Donkey Punch Dub)                 | 7:10     |  |
| 9.            | «(You Drive Me) Crazy» (The Rascal Dub)                                | 6:16     |  |

| Descarga/Sencillo en CD de The Singles Collection (2009) |                                          |          |  |
| N.º                                                      | Título                                   | Duración |  |
| 1.                                                       | «(You Drive Me) Crazy» (The Stop Remix!) | 3:17     |  |
| 2.                                                       | «I'll Never Stop Loving You»             | 3:41     |  |

## Posicionamiento en listas

### Listas semanales
| Región            | Lista             | Primera semana           | Posición debut | Mejor posición | Semanas en la mejor posición | Semanas en la lista | Última semana           | Ref.   |
| ----------------- | ----------------- | ------------------------ | -------------- | -------------- | ---------------------------- | ------------------- | ----------------------- | ------ |
| América del Norte |                   |                          |                |                |                              |                     |                         |        |
| Canadá            | Top 20 canciones  | 30 de octubre de 1999    | 13             | 13             | 1                            | 1                   | 30 de octubre de 1999   | [ 39 ] |
| Estados Unidos    | Pop Songs         | 11 de septiembre de 1999 | 33             | 4              | 2                            | 26                  | 25 de marzo de 2000     | [ 75 ] |
| Estados Unidos    | Billboard Hot 100 | 18 de septiembre de 1999 | 62             | 10             | 1                            | 20                  | 29 de enero de 2000     | [ 41 ] |
| Estados Unidos    | Radio Songs       | 18 de septiembre de 1999 | 55             | 6              | 1                            | 17                  | 15 de enero de 2000     | [ 76 ] |
| Europa            |                   |                          |                |                |                              |                     |                         |        |
| Alemania          | Top 100 canciones | 27 de septiembre de 1999 | 5              | 4              | 2                            | 17                  | 30 de enero de 2000     | [ 77 ] |
| Austria           | Top 75 canciones  | 3 de octubre de 1999     | 17             | 10             | 1                            | 17                  | 30 de enero de 2000     | [ 78 ] |
| Bélgica (Flandes) | Top 50 canciones  | 25 de septiembre de 1999 | 25             | 3              | 2                            | 20                  | 5 de febrero de 2000    | [ 79 ] |
| Bélgica (Valonia) | Top 50 canciones  | 25 de septiembre de 1999 | 20             | 1              | 2                            | 22                  | 26 de febrero de 2000   | [ 80 ] |
| Dinamarca         | Top 10 canciones  | 7 de octubre de 1999     | 9              | 9              | 1                            | 2                   | 4 de noviembre de 1999  | [ 39 ] |
| España            | Top 20 canciones  | 25 de septiembre de 1999 | 15             | 14             | 1                            | 9                   | 20 de noviembre de 1999 | [ 81 ] |
| Finlandia         | Top 20 canciones  | 18 de septiembre de 1999 | 4              | 3              | 1                            | 7                   | 30 de octubre de 1999   | [ 82 ] |
| Francia           | Top 100 canciones | 20 de noviembre de 1999  | 8              | 2              | 5                            | 24                  | 29 de abril de 2000     | [ 47 ] |
| Irlanda           | Top 10 canciones  | 23 de septiembre de 1999 | 5              | 3              | 1                            | 5                   | 21 de octubre de 1999   | [ 83 ] |
| Italia            | Top 20 canciones  | 11 de octubre de 1999    | 18             | 7              | 1                            | 11                  | 20 de diciembre de 1999 | [ 84 ] |
| Noruega           | Top 20 canciones  | 9 de octubre de 1999     | 18             | 2              | 4                            | 17                  | 22 de enero de 2000     | [ 85 ] |
| Países Bajos      | Top 100 canciones | 25 de septiembre de 1999 | 10             | 2              | 3                            | 19                  | 5 de febrero de 2000    | [ 86 ] |
| Reino Unido       | Top 75 canciones  | 2 de octubre de 1999     | 5              | 5              | 1                            | 11                  | 11 de diciembre de 1999 | [ 52 ] |
| Suecia            | Top 60 canciones  | 23 de septiembre de 1999 | 14             | 2              | 3                            | 13                  | 16 de diciembre de 1999 | [ 87 ] |
| Suiza             | Top 100 canciones | 26 de septiembre de 1999 | 28             | 4              | 2                            | 24                  | 12 de marzo de 2000     | [ 88 ] |
| Europa            | Top 10 canciones  | 29 de septiembre de 1999 | 5              | 2              | 2                            | 15                  | 15 de enero de 2000     | [ 89 ] |
| Australasia       |                   |                          |                |                |                              |                     |                         |        |
| Australia         | Top 50 canciones  | 17 de octubre de 1999    | 19             | 12             | 4                            | 16                  | 30 de enero de 2000     | [ 60 ] |
| Nueva Zelanda     | Top 50 canciones  | 17 de octubre de 1999    | 50             | 5              | 1                            | 12                  | 23 de enero de 2000     | [ 58 ] |

| Predecesor: «Mambo No. 5» de Lou Bega | Top 50 canciones (Valonia) — Sencillo número uno 23 de octubre de 1999 — 5 de noviembre de 1999 | Sucesor: «If I Could Turn Back the Hands of Time» de R. Kelly |

### Listas de fin de año
| País              | Lista             | Año  | Posición | Ref.   |
| ----------------- | ----------------- | ---- | -------- | ------ |
| Europa            |                   |      |          |        |
| Alemania          | Top 100 canciones | 1999 | 37       | [ 90 ] |
| Bélgica (Flandes) | Top 100 canciones | 1999 | 27       | [ 91 ] |
| Bélgica (Valonia) | Top 100 canciones | 1999 | 17       | [ 92 ] |
| Francia           | Top 100 canciones | 1999 | 46       | [ 93 ] |
| Francia           | Top 100 canciones | 2000 | 63       | [ 94 ] |
| Reino Unido       | Top 100 canciones | 1999 | 68       | [ 54 ] |
| Suecia            | Top 100 canciones | 1999 | 20       | [ 95 ] |
| Suiza             | Top 100 canciones | 1999 | 36       | [ 96 ] |
| Australasia       |                   |      |          |        |
| Australia         | Top 100 canciones | 1999 | 41       | [ 62 ] |

## Certificaciones
| América del Norte |             |      |                  |         |        |
| Estados Unidos    | RIAA        | 2023 | Disco de platino | 1 000   | [ 97 ] |
| Europa            |             |      |                  |         |        |
| Alemania          | BVMI        | 1999 | Disco de oro     | 250 000 | [ 50 ] |
| Bélgica           | BEA         | 1999 | Disco de platino | 30 000  | [ 49 ] |
| Francia           | SNEP        | 2000 | Disco de oro     | 250 000 | [ 51 ] |
| Reino Unido       | BPI         | 2021 | Disco de oro     | 400 000 | [ 56 ] |
| Suecia            | IFPI Suecia | 1999 | Disco de platino | 40 000  | [ 48 ] |
| Australasia       |             |      |                  |         |        |
| Australia         | ARIA        | 1999 | Disco de platino | 70 000  | [ 61 ] |
| Nueva Zelanda     | RIANZ       | 1999 | Disco de oro     | 7 500   | [ 59 ] |

## Créditos
- Britney Spears — voz
- Jörgen Elofsson — composición
- David Kreuger — producción, teclado, programación
- Per Magnusson — producción, teclado
- Jeanette Söderholm — coro
- Esbjörn Öhrwall — guitarra
- Johan Carlberg — guitarra
- Tomas Lindberg — bajo
- Max Martin — mezcla, coro, producción
- Rami Yacoub — coro
- The Fanchoir — coro
- Tom Coyne — masterización

Fuente: Discogs.